# Hino da República Socialista Soviética da Lituânia
O Hino da República Socialista Soviética da Lituânia foi o hino oficial da Lituânia quando a mesma fazia parte da União Soviética como RSS da Lituânia.
O hino foi adotado em 1950 por decisão do governo lituano. A música foi composta por Balys Dvarionas e Jonas Švedas, a letra  foi escrita por Antanas Venclova. Depois da morte de Stalin,  Vacys Reimeris alterou a segunda estrofe do hino para remover a menção do ex líder soviético.

## Hino da RSS da Lituânia (em lituano)
Tarybinę Lietuvą liaudis sukūrė,
Už laisvę ir tiesą kovojus ilgai.
Kur Vilnius, kur Nemunas, Baltijos jūra,
Ten klesti mūs miestai, derlingi laukai.
Tarybų Sąjungoj šlovingoj,
Tarp lygių lygi ir laisva,
Gyvuok per amžius, būk laiminga,
Brangi Tarybų Lietuva!
Į laisvę mums Leninas nušvietė kelią,
Padėjo kovoj didi rusų tauta.
Mus Partija veda į laimę ir galią,
Tautų mūs draugystė kaip plienas tvirta.
Tarybų Sąjungoj šlovingoj,
Tarp lygių lygi ir laisva,
Gyvuok per amžius, būk laiminga,
Brangi Tarybų Lietuva!
Tėvynė galinga, nebijom pavojų,
Tebūna padangė taiki ir tyra.
Mes darbu sukursim didingą rytojų,
Ir žemę nušvies komunizmo aušra.
Tarybų Sąjungoj šlovingoj,
Tarp lygių lygi ir laisva,
Gyvuok per amžius, būk laiminga,
Brangi Tarybų Lietuva!